# 李宝奇
李宝奇（1920年—2000年），男，山西长治人，中华人民共和国军事人物，曾任南京军区副政治委员，第五届全国人大代表。